# 大安山乡
大安山乡，是中华人民共和国北京市房山區下辖的一个乡镇级行政单位。

## 行政区划
大安山乡下辖以下地区：
大安山矿社区、大安山村、西苑村、寺尚村、赵亩地村、宝地洼村、瞧煤涧村、中山村和水峪村。